# Benedikt Dyrlich
Benedikt Dyrlich (* 21. April 1950 in Räckelwitz) ist ein sorbischer Schriftsteller, Politiker und Journalist.

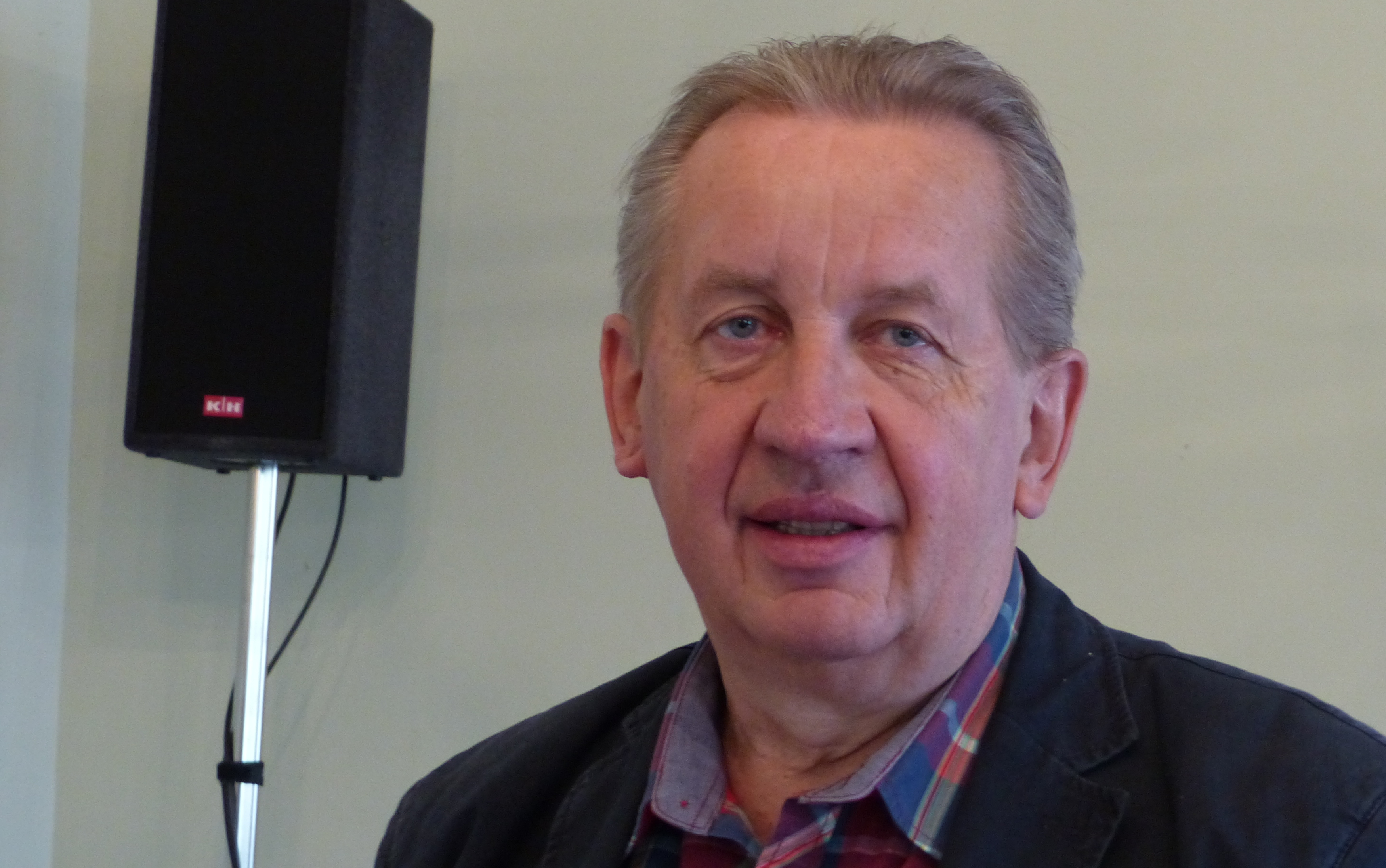
Benedikt Dyrlich, 2016

## Leben und Werk
Benedikt Dyrlich wurde als zweites von sechs Kindern geboren und wuchs in Neudörfel im sorbisch-katholischen Teil der Oberlausitz auf. Der Vater war ein sorbischer Kleinbauer und Handwerker. Die Mutter starb, als er 16 Jahre alt war. 1956 wurde er in die sorbische Schule in Räckelwitz eingeschult, die er bis 1964 besuchte.
Nach dem Besuch des Bischöflichen Vorseminars Schöneiche bei Berlin studierte er von 1968 bis 1970 katholische Theologie und Philosophie am Philosophisch-Theologischen Institut Erfurt. Danach arbeitete er, der 1973 Monika Rozowski heiratete, bis 1972 als Krankenpfleger in Karl-Marx Stadt. Seit 1970 veröffentlicht Dyrlich Gedichte, anfangs in sorbischer, dann auch in deutscher Sprache. 1972 legte er an der Volkshochschule das Abitur ab. Von 1973 bis 1975 war er dramaturgischer Mitarbeiter des Deutsch-Sorbischen Volkstheaters in Bautzen. Von 1975 bis 1980 studierter an der Theaterhochschule Leipzig Dramaturgie.
In der Zeit der politischen Wende von 1989/90 war er in der Sorbischen Volksversammlung tätig. Im Jahre 1990 wurde er als SPD-Mitglied in den Sächsischen Landtag gewählt und war gleichzeitig SPD-Vorsitzender des Unterbezirks Oberlausitz. Im selben Jahr war Dyrlich Mitglied der ›Arbeitsgruppe Landesverfassung‹, die den Entwurf für die neue Verfassung des Freistaates Sachsen ausarbeitete. Bei der Landtagswahl 1994 verpasste er den Wiedereinzug in den Landtag. Von 1995 bis 2011 war er Chefredakteur der sorbischen Abendzeitung Serbske Nowiny. Seit 2011 engagiert er sich in der Initiativgruppe »Serbski sejmik«, die die Einrichtung einer gewählten sorbischen Volksvertretung fordert. Als Zeitzeuge der Wiedervereinigung ist er am Zeitzeugenportal 20 Jahre Friedliche Revolution und Deutsche Einheit aktiv beteiligt.
Dyrlich, der bis 2014 Vorsitzender des Sorbischen Künstlerbundes war und Mitglied im Sächsischen Kultursenat sowie im PEN-Zentrum Deutschland ist, verfasst Lyrik und Prosa in sorbischer und deutscher Sprache. Er gilt als einer der originellsten zeitgenössischen sorbischen Lyriker.
Einer seiner Söhne ist der Schauspieler Marko Dyrlich.
Benedikt Dyrlich lebt in Dresden und Bautzen.

## Einzeltitel
- Fijałkojty čas. Domowina-Verlag, Bautzen 1963.
- Zelene hubki. Domowina-Verlag, Bautzen 1975.
- Třeće wóčko. Domowina-Verlag, Bautzen 1978.
- Nocakowanje. Domowina-Verlag, Bautzen 1980.
- Grüne Küsse. Aufbau-Verlag, Berlin 1980.
- W paslach. Domowina-Verlag, Bautzen 1986.
- Hexenbrennen. Aufbau-Verlag, Berlin 1988.
- Tři pjeršćenje/Drei Ringe. Domowina-Verlag, Bautzen 1990.
- Fliegender Herbst. Domowina-Verlag, Bautzen 1994.
- Wotmach womory. Domowina-Verlag, Bautzen 1997.
- Jakub und das Katzensilber. Heiterer Abenteuerroman für junge Leser. Domowina Verlag, 2001 (mit Illustrationen von Egbert Herfurth)
- Wobraz ze skibami. Domowina-Verlag, Bautzen 2001.
- Stysk wyska. Domowina-Verlag, Bautzen 2006.
- Widźu nana, widźu mać. Domowina-Verlag, Bautzen 2007.
- Cyblowe suknički., Domowina-Verlag, Bautzen 2008.
- Parabola. Winicka metska drukarnia 2010.
- Der Tiger im Pyjama / Tiger w nócnej košli. Domowina-Verlag, Bautzen 2012.
- in der falle. Leben und Poesie vor und nach der Wende. Mit 20 Grafiken von Ines Arnemann und einem Vorwort von Dietrich Scholze. Pop Verlag, Ludwigsburg 2014.
- Surreale Umarmung. Wortkunst lyrisch und prosaisch. Mit 22 Grafiken von PAPI und einem Vorwort von Dietrich Scholze. Pop Verlag, Ludwigsburg 2016.
- Zlět zelenych wuchačkow. Domowina-Verlag, Bautzen 2016.
- Grüne Hasen dampfen ab. Geschichten. Mit fünf Zeichnungen von Jorge Heilpern. Pop Verlag, Ludwigsburg 2018.
- Doma we wućekach / Leben im Zwiespalt. Memoiren. Zwei Teile, Domowina-Verlag, Bautzen 2018/2019.

## Auszeichnungen
- 2010: Sächsische Verfassungsmedaille[2]
- 2011: Ćišinski-Preis
- 2019: Andreas-Gryphius-Preis